# Vorkstaarttodietiran
De vorkstaarttodietiran (Hemitriccus furcatus; synoniem: Ceratotriccus furcatus) is een zangvogel uit de familie tirannen (Tyrannidae).

## Kenmerken
De vorkstaarttodietiran bereikt een lengte van 11 centimeter. Het is een kleine vogel met een bruine of lichtbruine kop, olijfgroene verenkleed op de rug en grijze borst. De gevorkte staart heeft donkere lijnen en is wit gestipt.

## Verspreiding en leefgebied
Deze vogel is endemisch in Brazilië en komt daar voor in de staten Bahia, Minas Gerais, Rio de Janeiro en São Paulo.
De natuurlijke habitats zijn subtropische of tropische vochtige laagland bossen en subtropische of tropische vochtige bergbossen op een hoogte van zeeniveau tot 1200 m. Deze habitats liggen in het Atlantisch Woud.

## Voeding
De groenrugtodietiran voedt zich met insecten. Hij zoekt vooral zijn voeding in de onderste en middelste bladlagen van de bamboe plant.

## Status
De soort wordt onder meer beschermd door natuurpark Itatiaia. Desondanks wordt de zangvogel bedreigd door habitatverlies, vanwege ontbossing. Onder andere om deze reden staat de vorkstaarttodietiran als kwetsbaar op de Rode Lijst van de IUCN.